# Adrián Da Cunha
Adrian da Cunha Costa Gomes (Andorra la Vieja, 16 de mayo de 2001), conocido deportivamente como Dacu, es un futbolista andorrano, que juega como defensa. Desde 2022 forma parte de la Unió Esportiva Santa Coloma de la Primera División de Andorra.

## Trayectoria
Formado desde temprana edad en el fútbol base de Andorra, sus inicios tuvieron lugar en la Escola Nacional de Futbol de Andorra. Fue en 2017, tras su primera experiencia internacional con la selección de fútbol sub-17 de Andorra, cuando recala en las filas del Fútbol Club Andorra para formar parte de su combinado sub-19 con el que compitió por las siguientes tres campañas.
En la temporada 2020-21, al finalizar su etapa formativa, promociona Fútbol Club Andorra "B" y logra un ascenso de categoría en su primera campaña como sénior.
Fue en enero de 2022 cuando firma su primer contrato profesional con el F. C. Ordino de la Primera División de Andorra realizando su debut en la máxima categoría del fútbol andorrano el 30 de enero de 2022 empatando a uno ante la U. E. Sant Julià.[cita requerida]
De cara al curso 2022-23 pasa a formar parte de la Unió Esportiva Santa Coloma de la Primera División de Andorra disputando su primer partido en la jornada uno del campeonato en el encuentro con Atlètic Club d'Escaldes.

## Selección nacional
Ha sido internacional con las categorías inferiores de la selección de fútbol de Andorra desde el 22 de octubre de 2017 con el combinado sub-17 andorrano donde disputó tres encuentros clasificatorios en el Campeonato Europeo Sub-17 de la UEFA 2018. Más tarde promocionó al combinado sub-19 donde disputó diez encuentros oficiales clasificatorios para el Campeonato Europeo de la UEFA Sub-19 2019. En última instancia, desde 2020 ha formado parte de Andorra sub-21 donde ha disputado hasta la fecha diez encuentros clasificatorios para la Eurocopa Sub-21 de 2023.

## Clubes
| Club               | País    | Año           |
| ------------------ | ------- | ------------- |
| F. C. Andorra "B"  | Andorra | 2020-2021     |
| F. C. Ordino       | Andorra | 2022          |
| U. E. Santa Coloma | Andorra | 2022-presente |